# Benzylester
Benzylester sind chemische Verbindungen, die zur Gruppe der Ester gehören. Sie entstehen durch Veresterung einer Säure mit Benzylalkohol (PhCH2OH). Sie weisen die charakteristische funktionelle Estergruppe auf. Im engeren Sinne sind Benzylester die Ester des Benzylalkohols mit Carbonsäuren, im weiteren Sinne zählen zu den Benzylestern auch Kohlensäureester und Ester von anderen Säuren wie Sulfonsäuren, Salpetersäure, Sulfinsäuren, Phosphonsäuren oder Phosphinsäuren.

## Vorkommen

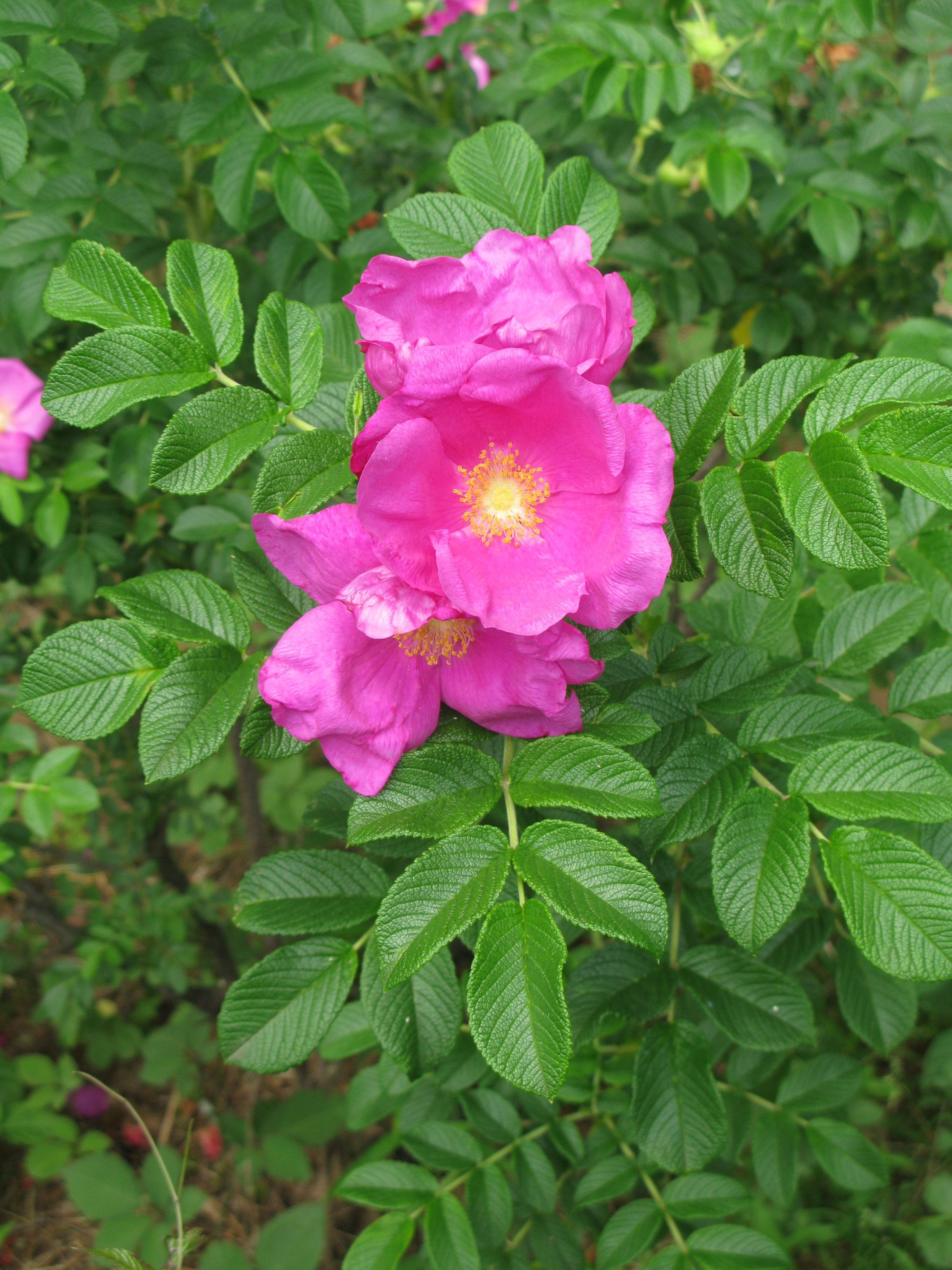
Kartoffel-Rose (Rosa rugosa), Wildform

Ameisensäurebenzylester kommt natürlich in verschiedenen Pflanzen und Pilzen (zum Beispiel der Kartoffel-Rose, Kaffee, Vanille) vor.

## Herstellung
Benzylester entstehen z. B. aus einer Carbonsäure und Benzylalkohol unter säurekatalysierter Wasserabspaltung.  Aus Carbonsäurechloriden und Benzylalkohol können nach der Schotten-Baumann-Methode ebenfalls Benzylester erhalten werden. Benzylester lassen sich auch aus Carbonsäureanhydriden und Benzylalkohol synthetisieren. Die nucleophile Substitution von Benzylhalogeniden (z. B. Benzylbromid 2) mit Alkalisalzen von Carbonsäuren (z. B. Benzoesäurenatriumsalz 1) führt zum  Benzylester 3 der Benzoesäure:
Bei Nutzung von Phasentransferkatalysatoren  kann unter milderen Bedingungen und mit höheren Ausbeuten gearbeitet werden.

## Verwendung als Schutzgruppe
In der organischen Synthesechemie und besonders in der Peptidsynthese wird die Benzyloxycarbonylgruppe mit Benzylchlorformiat in Gegenwart einer schwachen Base eingeführt. Die Cbz-Gruppe lässt sich zum Schützen einer Aminogruppe  einfach in ein Molekül einführen, indem das Amin (z. B. die Aminosäure 2) mit Benzyloxycarbonylchlorid 1 in Gegenwart einer schwachen Base umsetzt. Dabei entsteht eine Cbz-geschützte Aminosäure 3:
Das geschützte Amin (z. B. in 3) kann durch katalytische Hydrierung unter hydrogenolytischer Spaltung der Benzyl-Sauerstoff-Bindung mit anschließender Decarboxylierung der so entstehenden instabilen Carbaminsäure oder Behandlung mit Säuren wieder entschützt werden.